# Copy (명령어)
컴퓨팅에서 copy는 RT-11, RSX-11, TOPS-20, 오픈VMS, DOS, OS/2, 마이크로소프트 윈도우 운영 체제의 명령어이다. 이 명령은 한 디렉터리에서 다른 곳으로 컴퓨터 파일을 복사한다. 기본 목적지는 현재 작업 디렉터리이다. 하나 이상의 원본 파일이 지정될 경우 목적지는 반드시 디렉터리여야 한다. 이와 동일한 유닉스 명령어는 cp이다. 더 진보화된 복사 명령어의 이름은 xcopy이다. 이 명령어는 OpenVOS의 copy_file 명령어와 유사하다.

## 도스용의 예시
```
copy 
letter.txt
 [
목적지
]
```

파일은 장치 파일로 복사할 수 있다. (예를 들어 copy letter.txt lpt1는 파일을 lpt1의 프린터로 보낸다. copy letter.txt con는 type과 같이 stdout으로 출력을 보낸다. copy page1.txt+page2.txt book.txt는 파일의 뒤에 내용을 연결시키고 이를 book.txt로 출력한다. 마치 cat 명령어가 하는 바와 비슷하다).
다른 디스크 드라이브 간에 파일을 복사할 수도 있다.
파일 연결 시 동작을 수정하기 위한 2개의 명령 줄 스위치가 있다:
- 텍스트 모드 - 파일의 텍스트 내용을 복사하고 EOF 문자가 오면 중단한다.

```
copy /a doc1.txt + doc2.txt doc3.txt
```

- 바이너리 모드 - 파일을 완전히 연결하되 EOF 문자를 무시한다.

```
copy /b image1.jpg + image2.jpg image3.jpg
```

## 같이 보기
- XCOPY: 도스, OS/2, 윈도우 등.
- cp (유닉스)